# Källarholmen i Lyckefjärden
Källarholmen i Lyckefjärden är en holme med en borgruin i Lyckebyfjärden på byn Hammarglos ägor, Mönsterås kommun.
Holmen som ligger i en uppgrundad del av fjärden är omkring 110 x 50 meter, och på denna syns grunder efter sju hus och två brunnar. En större källare på öns högsta punkt har gett ön dess namn. Källaren har troligen varit överbyggd med ett timrat torn, och även övriga byggnader har varit i trä. Ön har förbundits med fastlandet via en lång bro, vars timmer enligt dendrokronologiska analyser visat sig vara fällt vinterhalvåret 1348/49.
Borgen på Källarholmen omtalas inte i några skriftliga källor, men en arkeologisk undersökning har visat att den var i bruk under 1300-talet. Bland fynden fanns metallföremål, brynen, mindre bronsringar och keramik. Möjligen har Källarholmen haft någon kopping till Kråkerum.